# René Préval
René Garcia Préval (17. januar 1943 – 3. marts 2017) var en haitiansk politiker, der har været Haitis præsident to gange: i 1996-2001 og 2006-2011. Han var desuden landets premierminister i 1991.